# Godziemba (herb szlachecki)
Godziemba – polski herb szlachecki, noszący zawołanie Godziemba . Wzmiankowany w najstarszym zachowanym do dziś polskim herbarzu, Insignia seu clenodia Regis et Regni Poloniae, spisanym przez historyka Jana Długosza w latach 1464–1480. Godziemba jest jednym z 47 herbów adoptowanych przez bojarów litewskich na mocy unii horodelskiej z 1413 roku.
Herb występował głównie wśród rodzin osiadłych w ziemi brzeskiej, dobrzyńskiej, kaliskiej i sieradzkiej. Najbardziej znane rody, pieczętujące się herbem Godziemba to między innymi Lubrańscy i Dąbscy.
Godziemby używała też Izydora Dąmbska.

## Opis herbu

### Opis historyczny

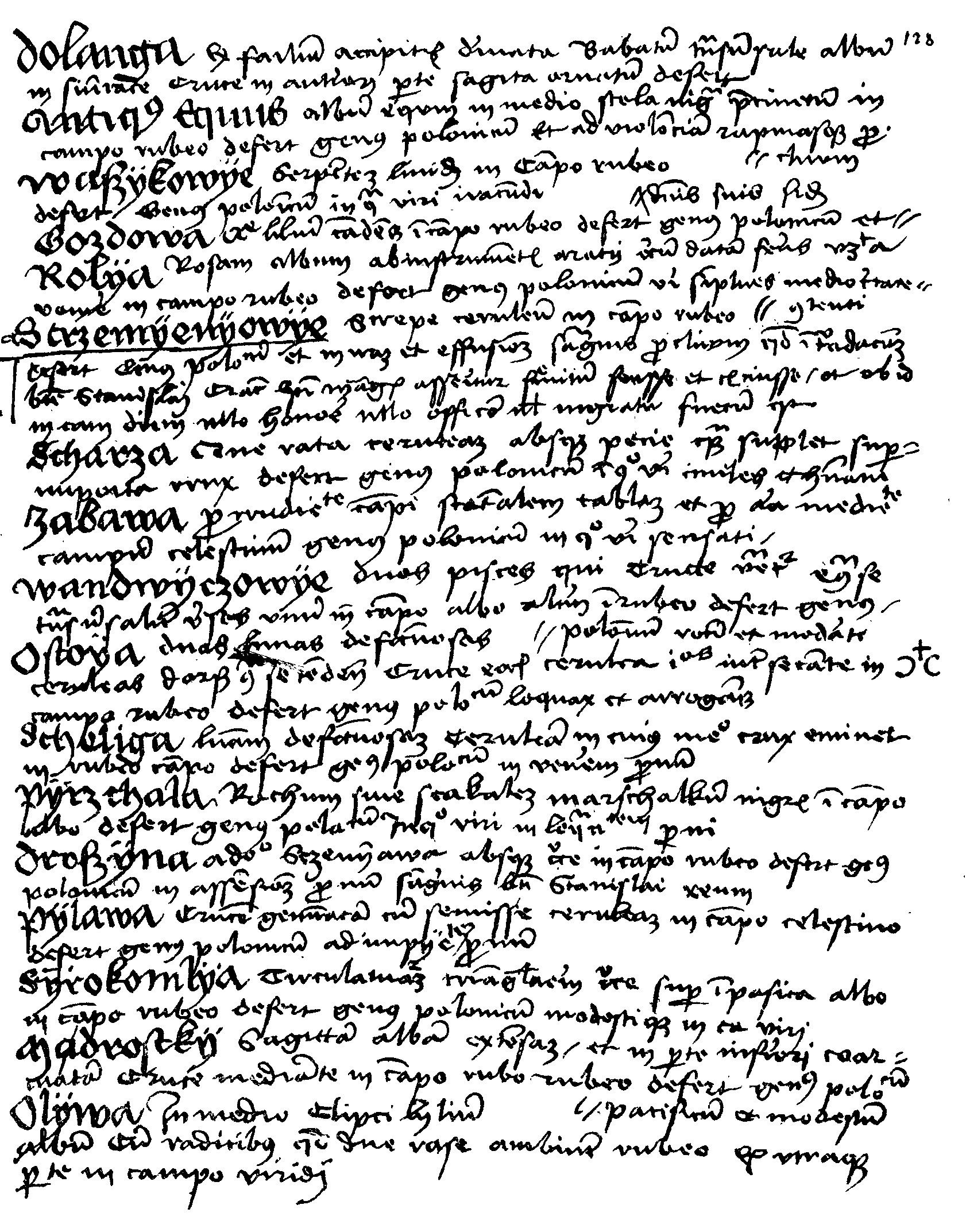
Jedna ze stron manuskryptów Jana Długosza, zawierająca opisy polskich herbów

Jan Długosz (1415–1480) blazonuje herb i opisuje herbownych następująco:

Godzamba, arborem pinosam trifrondosam in campo rubeo defert. Genus Polonicum, in quo viri sensati, sed ad auariciam procliui.

Po przetłumaczeniu:

Godziemba, drzewo zielone w polu czerwonym nosi. Ród polski, w którym ludzie mądrzy, lecz zdolni do skąpstwa.

Kasper Niesiecki, podając się na dzieła historyczne Bartosza Paprockiego, Marcina Bielskiego i Szymona Okolskiego, opisuje herb:

Ma być sosna o trzech wierzchach zielonych, czyli gałęziach, z których jedna w środku, dwie po bokach jej, pod tymi drugie dwie gałęzie obcięte, jedna z jednej strony, druga z drugiej, pięć korzeni u niej, w polu czerwonem. W hełmie nad koroną mąż zbrojny, w prawej ręce takąż sosnę trzyma, jako się opisała, lewą szablę trzyma.

### Opis współczesny
Opis skonstruowany współcześnie brzmi następująco:
Na tarczy w polu czerwonym sosna barwy naturalnej, o trzech konarach i pięciu korzeniach.
W klejnocie pół rycerza w zbroi, trzymającego w prawej ręce taką samą sosnę.
Labry herbowe czerwone, podbite złotem.

## Geneza

### Najwcześniejsze wzmianki
- 1403 najstarsza znana wzmianka o herbie w zapiskach sądowych[potrzebny przypis].
- Pieczęć Jakuba z Zorawicy doktora dekretów i kanonika krakowskiego z roku 1451[potrzebny przypis].
- W 1413 w wyniku unii horodelskiej przeniesiony na Litwę[potrzebny przypis].

Herb został przedstawiony wśród innych polskich herbów w Herbarzu Złotego Runa z lat 1433–1435.
Najwcześniejsze lokalne źródło heraldyczne wymieniające ten herb to wspomniane już wcześniej Insignia seu clenodia Regis et Regni Poloniae, datowane na lata 1464–1480. Autorem tego dzieła jest polski historyk, Jan Długosz:

### Ewolucja wizerunku
W zapisce sądowej z 1487 i przywileju króla Aleksandra z 1505 umieszczono w złotym polu takąż sosnę o trzech wiechach zielonych i pięciu korzonkach. Tadeusz Gajl natomiast określa herb o takim wizerunku mianem Godzięba.

### Etymologia
Jan Długosz w swoim herbarzu opisuje herb pod nazwą Godzyamba, podając złoty kolor sosny. Wizerunek drzewa jest nawiązaniem do Drzewa Życia (Drzewa kosmicznego).
Niewłaściwe jest motywowanie nazwy heraldycznej rzekomym apelatywem godzięba mającym jakoby oznaczać „pień z rosnącymi szczepami”. Wyraz ten nie występuje poza kontekstami świadczącymi o jego funkcji antroponimicznej i heraldycznej, a do słowników języka polskiego został przejęty z opisu herbowego obrazka.

### Legenda herbowa
Na podstawie dzieł Bartosza Paprockiego, Kasper Niesiecki przytacza legendę:

Sieciech wojewoda Krakowski, do Morawy z wojskiem wysłany, dostawszy języka, że nieprzyjaciel blisko nocował, wojsko uszykowawszy jak do boju, ruszyć mu się kazał, przed nim szła straż pierwsza, ta napadłszy na zasadzkę, mocno się z sobą starli: gdzie między innymi, rycerz Godziemba nazwany, potężnie rażąc nieprzyjaciela, od broni odpadł; do bliskiego tedy lasu uchodził, ale że i tam za nim Morawczyk nacierał, spodziewając się, że bezbronnego snadno w łyka weźmie; Godziemba chybko skoczy z konia, sosenkę z korzeniem wyrwie, nią się adwersarzowi broni; obciął ci w prawdzie Morawczyk pierwszym zamachem dwie od niej gałęzie, atoli już lżejszą, bo obciętą sosną, gdy go Godziemba smagło uderzył, z konia zwaliwszy, pojmał, i do Sieciecha hetmana przyprowadził: a w nagrodę męstwa swego, tęż samą sosnę, tak jak była, za herb otrzymał: w roku 1094.

Innymi słowy, wojewoda krakowski o imieniu Sieciech, wkroczył na czele polskich wojsk na Morawy. Polski rycerz Godziemba stracił w walce broń. Jeden z nieprzyjaciół widząc Polaka bezbronnym skoczył, aby go pojmać. Godziemba nie tracąc ducha podjechał do pobliskiego lasu i wyrwawszy z ziemi młodą sosnę stanął do walki, po czym pokonał wroga i pojmał go w niewolę. W nagrodę za swój czyn otrzymał herb z wizerunkiem sosny.
Kasper Niesiecki wzmiankuje również drugą legendę na podstawie dzieł Flaviusa Vopiscusa:

Cesarz Probus z Sarmacji Niemieckiej, szesnaście tysięcy ludzi młodych zdolnych do boju wybrakował, których dla lepszego w sztukach rycerskich poleru, między ćwiczonych swoich żołnierzy pokartował. Tenże Vopiscus o Probusie pisze; że na widowisko i uciechę Rzymianom, kazał Kawalerii swojej z korzeniem, miąższe i roślejsze drzewa wyrywać, które by do miasta zwiezione, na wielkim i obszernym placu, do potężnych balek prosto powiązane stać mogły, balki potem ziemią i korzenie tak przysypane, że cały ów plac, prawdziwego lasu, i rozkwitłego, kształt Rzymowi reprezentował. Wpuszczono dalej do niego tysiąc strusiów, tysiąc jeleni, tysiąc sarn, i innego zwierza tyleż: Wpuszczono potem pospólstwo, i prosty gmin, i pozwolono, żeby sobie z tych zwierzyn łapał, i brał, co kto chciał. Rozumie tedy Parisius, ze koło tego misternego lasu pracującym niektórym Sarmatom, od Probusa Cesarza w rekompensę nadana była sosna w herbie, z którym do ojczyzny swej powróciwszy, familią swoją w tych krajach rozplenili.

## Herbowni

### Lista Tadeusza Gajla
Lista herbownych w artykule sporządzona została na podstawie wiarygodnych źródeł, zwłaszcza klasycznych i współczesnych herbarzy. Należy jednak zwrócić uwagę na częste zjawisko przypisywania rodom szlacheckim niewłaściwych herbów, szczególnie nasilone w czasie legitymacji szlachectwa przed zaborczymi heroldiami, co zostało następnie utrwalone w wydawanych kolejno herbarzach. Identyczność nazwiska nie musi oznaczać przynależności do danego rodu herbowego. Przynależność taką mogą bezspornie ustalić wyłącznie badania genealogiczne.
Pełna lista herbownych nie jest dziś możliwa do odtworzenia, także ze względu na zniszczenie i zaginięcie wielu akt i dokumentów w czasie II wojny światowej (m.in. w czasie powstania warszawskiego w 1944 spłonęło ponad 90% zasobu Archiwum Głównego w Warszawie, gdzie przechowywana była większość dokumentów staropolskich). Lista nazwisk znajdująca się w artykule pochodzi z Herbarza polskiego, Tadeusza Gajla (245 nazwisk). Występowanie na liście nazwiska nie musi oznaczać, że konkretna rodzina pieczętowała się herbem Godziemba. Często te same nazwiska są własnością wielu rodzin reprezentujących wszystkie stany dawnej Rzeczypospolitej, tj. chłopów, mieszczan, szlachtę. Jest to jednakże dotychczas najpełniejsza lista herbownych, uzupełniana ciągle przez autora przy kolejnych wydaniach Herbarza. Tadeusz Gajl wymienia następujące nazwiska uprawnionych do używania herbu Godziemba:
|  | Aberwoj, Augustyn, Babski, Bart, Bartel, Bartl, Basak, Bauma, Bierwold, Bitoldowicz, Błonicki, Bocheński, Bosakowski, Bouman, Butmanowicz, Butowcowicz, Butowicz, Butowtowicz, Buttmanowicz, Chodorowski, Chodowski, Ciechanowski, Ciechanów, Cwalina, Cybowicz, Cymdacki, Cymerman, Cyndacki, Czarnocki, Czekan, Czekanowski, Czerkanowicz, Czwalin, Czwalina, Czwaliński, Czyndacki, Czyż, Czyżewicz, Czyżewski, Dajniewicz, Dakniewicz, Danielewicz, Daniełowicz, Dąbrowski, Dąbski, Dąmbski, Dersław, Dobrołęcki, Dołobowski, Drużykowski, Faliszowski, Falkowski, Flamski, Gardziński, Gardzyna, Gąsowski, Gęsowski, Gieduszycki, Gierowski, Głowiński, Głowniski, Głusiński, Gocławski, Godebski, Godzemba, Godzieliński, Godziemba, Godziński, Gogolewski, Gołaszewski, Gorajewski, Gorzkowski, Gorzycki, Gorzykowski, Gosławicki, Gosławski, Gudynowicz, Gusiński, Ignatowicz, Ihnatowicz, Inszkiewicz, Irtyszczowicz, Jagutowicz, Jamiołkowski, Janczewski, Jewłok, Jocz, Juhowski, Jukowski, Juszkiewicz, Kamplica, Kaplicz, Kaplicza, Kicki, Kikowski, Kobielicki, Kobylecki, Kobyłecki, Koralkowski, Korzeniański, Korzeniewski, Kowalewski, Kowalkowski, Kreptowicz, Kretowicz, Kryliński, Krzewski, Kucharski, Kucharzewski, Kurek, Laskary, Lichiński, Lijewski, Lubański, Lubczyński, Luberadzki, Lubiański, Lubiatowski, Luboradzki, Lubrański, Łaskarz, Ławrynowicz, Łubiański, Maleszewski, Malinowski, Maliszewski, Małuszewicz, Małyszewicz, Małyszko, Małyszyński, Mazanowski, Mężyński, Mintowt, Muliński, Nadarzycki, Nasiołowski, Nerlich, Niechcianowski, Niechciański, Nierlich, Niziński, Niżyński, Noziński, Nożewski, Oborski, Olszowski, Ossowski, Ożepowski, Pamowski, Pancewicz, Paniewski, Paniowski, Parkosz, Paszewicz, Paszewski, Pawłowski, Pczołecki, Pietraszewicz, Pietrzykowski, Podborski, Poddembski, Popławski, Poszewic, Pucek, Pucko, Puczek, Puniewski, Radecki, Redecki, Rusinowicz, Rusinowski, Ryżo, Ryży, Sandecki, Sącza, Sądecki, Sierawski, Skirmont, Skrzantka, Skrzątka, Skrzeczyński, Skrzęt, Skrzęta, Sławoszewski, Sławuszewski, Snopowski, Sobański, Somowski, Sosnkowski, Sosnowski, Sosonko, Staczyński, Starzyński, Stemiński, Stemiski, Sterpiński, Strębowski, Strękowski, Strzałkowski, Styrpejko, Szyszyński, Świecimski, Świeciński, Święcicki, Święcimski, Święciński, Targowicki, Teleżyński, Tomaszkiewicz, Trynkowski, Tudołt, Wanglerz, Wardeński, Wardęski, Wardyński, Waryski, Wasuczyński, Wągleszyński, Wąsowski, Węgleński, Węgliński, Wianiecki, Wieniecki, Wilam, Wilamowicz, Wiliamowicz, Wirydarski, Włański, Wojarzyński, Wolski, Wozuciński, Wozuczyński, Wożuciński, Wożuczyński, Wroczeński, Wysocki, Zaleski, Żaleński, Żebrowski, Żeromski, Żorawiecki, Żorowski, Żórawicki, Żórawski, Żurawski. Tadeusz Gajl, Herbarz Polski |

### Pozostałe nazwiska
Jury Łyczkowski, na swojej stronie dotyczącej heraldyki, wspomina również o nazwisku; Pankiewicz .

## Odmiany
| Odmiany herbu Godziemba | Odmiany arystokratyczne herbu Godziemba |  |

## Galeria

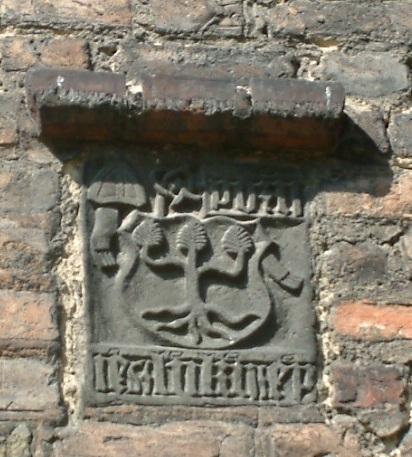
Godziemba należący do biskupa, Jana Lubrańskiego, na budynku psałteri w Poznaniu.
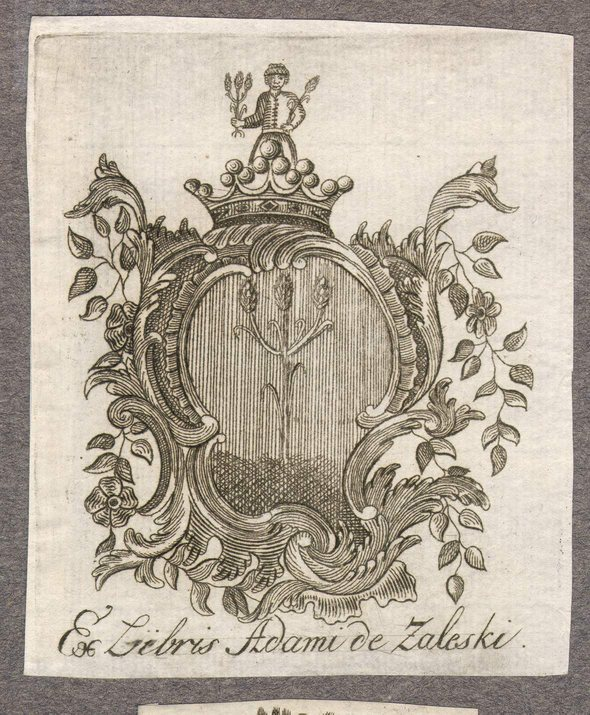
Ekslibris herbowy Adama Zaleskiego z herbem Godziemba
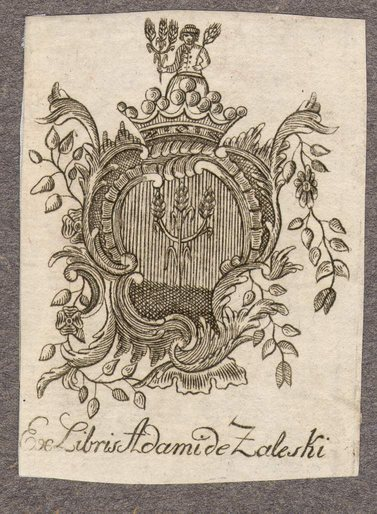
Ekslibris herbowy Adama Zaleskiego z herbem Godziemba
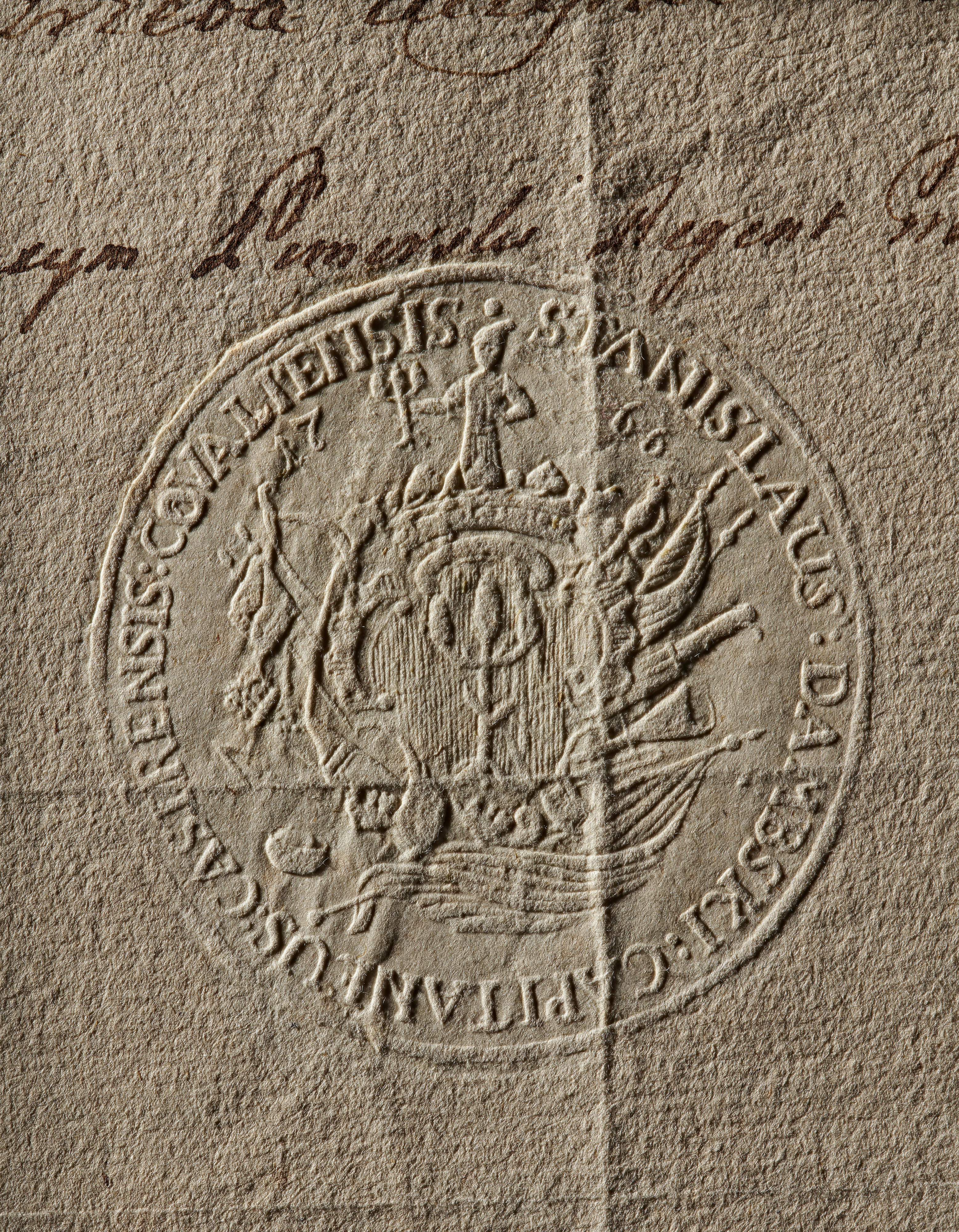
Pieczęć Stanisława Dambskiego, starosty miasta Kowal
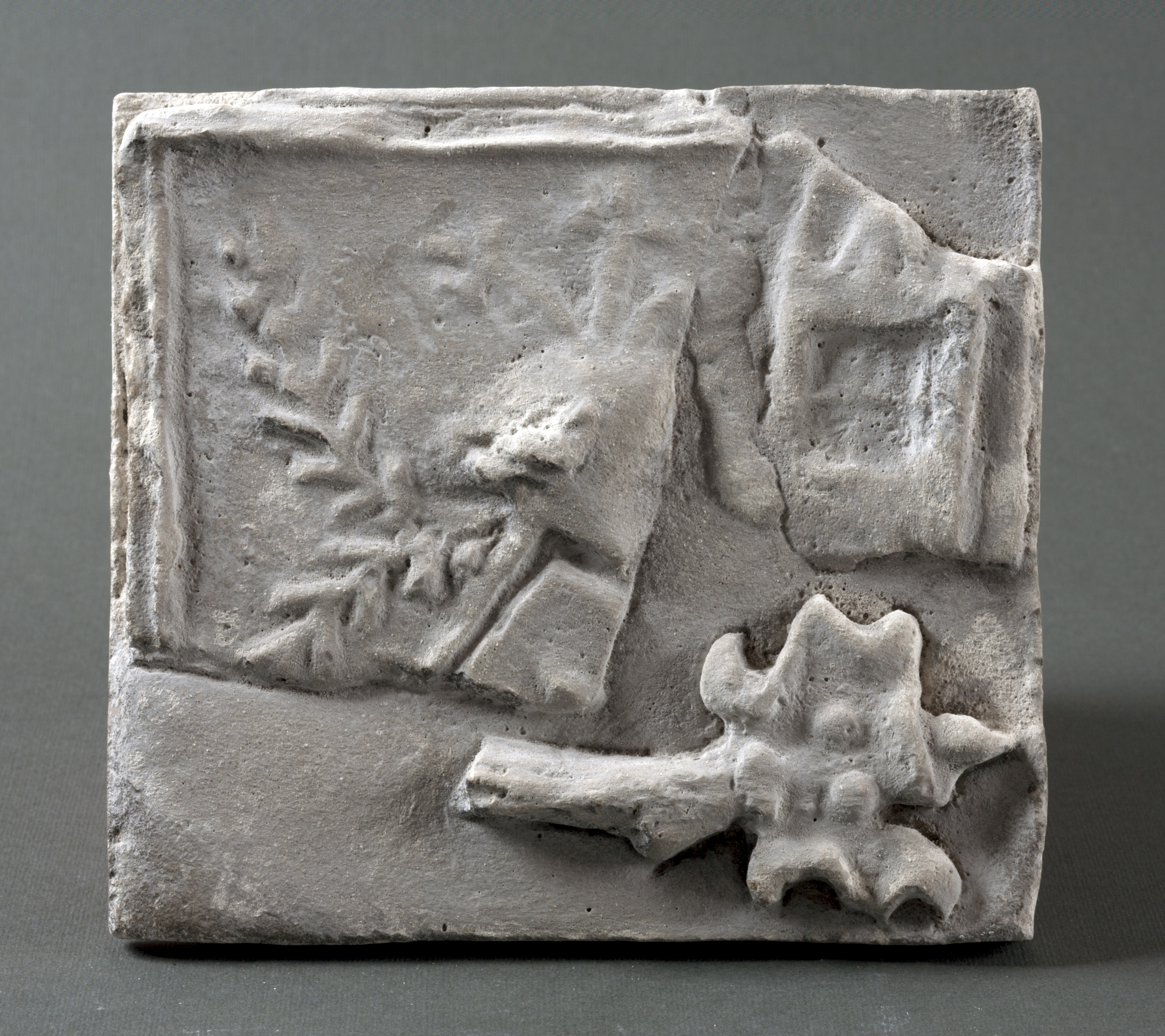
Płaskorzeźba z lat 1450–1550 z prawdopodobnym wizerunkiem herbu Godziemba